# Little Chief
Pour les articles homonymes, voir Chief.
Little Chief – ou Rising Wolf jusqu'en 1990 – est un bateau américain assurant des excursions touristiques sur le St. Mary Lake, un lac du parc national de Glacier relevant du comté de Glacier, au Montana. Il est inscrit au Registre national des lieux historiques depuis le 14 novembre 2016.
Sa charpente est en bois de chêne, recouverte de planches de cèdre ; sa proue et sa quille sont en sapin.
Dans les années 1940, le Little Chief est renommé le Sinopah.